# Maná

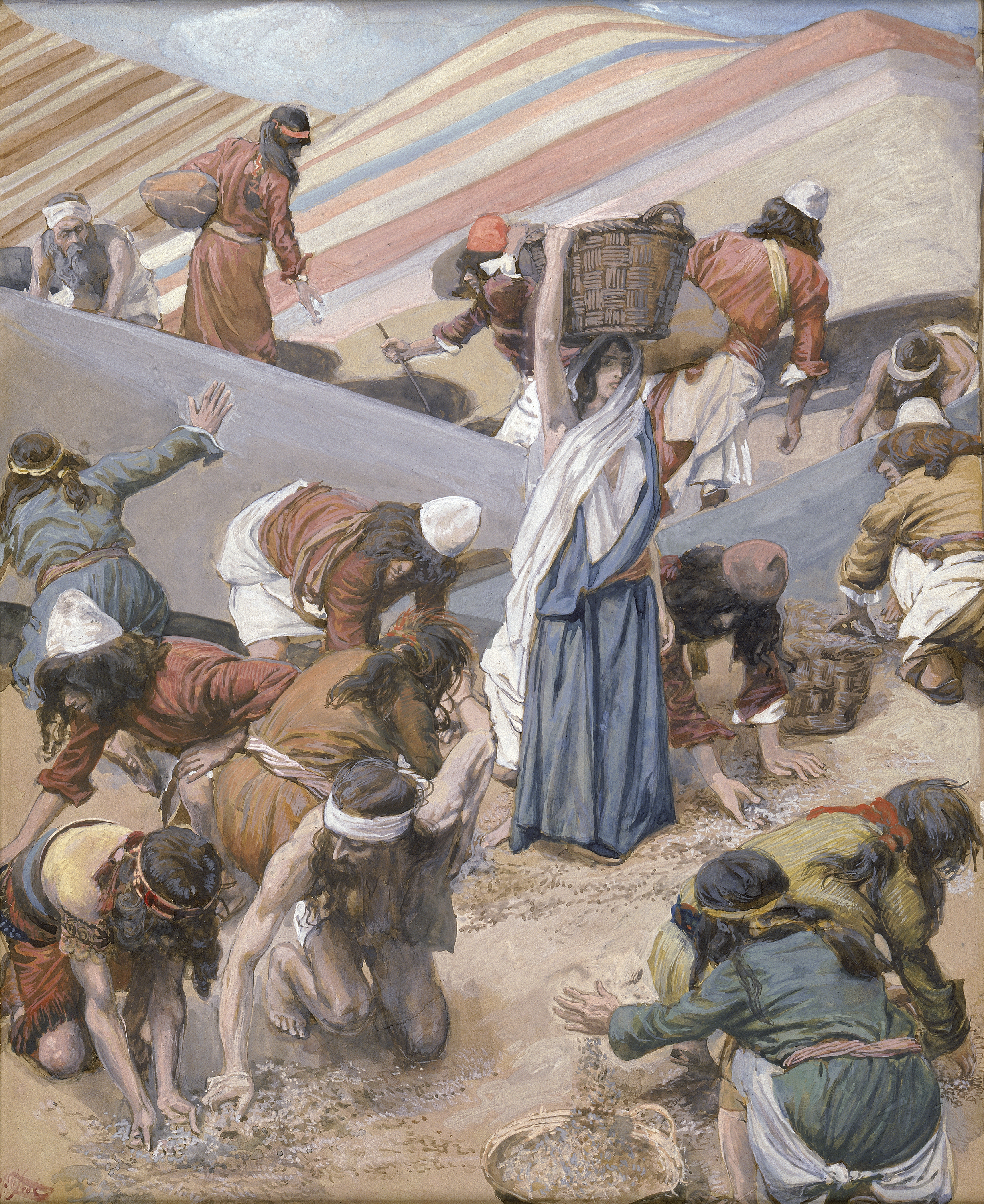
A Coleta do Maná, por James Tissot.

O livro bíblico de Êxodo descreve o maná (no hebraico: מָ‏ן man) como um alimento produzido milagrosamente, sendo fornecido por Deus ao povo Israelita liderado por Moisés, durante toda sua estada no deserto rumo à terra prometida. Segundo o Êxodo, após a evaporação do orvalho formado durante a madrugada, aparecia uma coisa miúda, flocosa, como a geada, branca, descrita como uma semente de coentro, e como o bdélio, que lembrava pequenas pérolas. Geralmente era moído, cozido, e assado, sendo transformado em bolos. Diz-se que seu sabor lembrava bolo de mel.
Ainda segundo a Bíblia, o maná era enviado diariamente e não podia ser armazenado para outro dia. Também não era fornecido aos sábados; por isto Deus enviava uma quantidade maior às sextas-feiras, e neste caso o maná podia ser guardado para o sábado sem se deteriorar.
O fenômeno é descrito em Êxodo 16 e outras passagens bíblicas Deuteronômio 8:3 , Neemias 9:15, Salmos 78:23–25 e Salmos 5:40, João 6:31. Ao examinar o suposto "maná", em 1927, Friedrich S. Bobenheimer, da Universidade Hebraica de Jerusalém, descobriu que piolhos de plantas, cigarras e cochonilhas se alimentam das tamargueiras do deserto do Sinai e excretam o excesso de seus carboidratos na forma de uma substância doce. Essa substância se evapora em partículas que se assemalham à geada. Supõe-se que esse era o "maná" que Josefo declarou ser ainda encontrado em sua época no Sinai. A aceitação da narrativa de Êxodo 16 exclui a possibilidade de que o "maná" da tamargueira tenha sido o alimento milagroso com o qual os israelitas sobreviveram por 40 anos. O maná do céu foi provido ao longo dos anos, mas seu suprimento cessou tão logo entraram na terra prometida.
O "maná" da tamargueira é encontrado no Sinai somente durante os meses de junho e julho. A quantidade desta matéria é extremamente pequena e não poderia alimentar a muitas pessoas ao passo que a Bíblia afirma que Deus nutriu uma nação inteira com o maná por quase 40 anos. Além disso, o maná bíblico não podia ser preservado sequer para o dia seguinte, a não ser aos sábados e também diferia em sua forma de preparo pois podia ser cozido ou assado. Em contraste, o "maná" da tamargueira pode durar vários dias e embora possa ser cozido, não pode ser assado. Essas diferenças indicam que aceitar a interpretação contemporânea, que explica o maná como um produto natural do Sinai, significa rejeitar o relato bíblico.
Outra proposta é o maná encontrado na Missão Adventista do Sétimo Dia da Namba, em Angola. Trata-se de “flocos brancos” com gosto similar ao mel e semelhantes a pipoca, que servem de alimento e fazem parte da rotina daquela comunidade desde 1939. O mesmo foi submetido a análise laboratorial da Unicamp em 2011. O laboratório comprova que os flocos são basicamente frutose, glicose, sais minerais e aminoácidos. Ou seja, é apropriado para a alimentação humana.